# The Empty Cradle
Pour plus de détails, voir Fiche technique et Distribution.
The Empty Cradle (littéralement : Le Berceau vide) est un film muet américain réalisé par Burton L. King, sorti en 1923.

## Fiche technique
- Titre : The Empty Cradle
- Réalisation : Burton L. King
- Scénario : Leota Morgan
- Photographie : Ernest Haller
- Producteur : Burton L. King
- Société de production : State Pictures Corporation
- Société de distribution : Truart Film Corporation
- Pays de production :  États-Unis
- Langue : Anglais
- Métrage : 2 128,75 m
- Format : Noir et blanc — 35 mm — 1,33:1 — Muet
- Genre : Film dramatique
- Durée : 71 minutes (1 h 11)
- Date de sortie : 
  - États-Unis : 1er mai 1923

## Distribution
- Mary Alden : Alice Larkin
- Harry T. Morey : John Larkin
- Mickey Bennett : Buddy Larkin
- Edward Quinn : Frankie Larkin
- Helen Rowland (en) : Baby Louise
- Coit Albertson (en) : Robert Lewis
- Madeline La Varre : Ethel
- Ricca Allen (en) : Martha Blake